# Волнения в Алжире (2010—2012)
Волнения в Алжире — акции протеста, начавшиеся в декабре 2010 года.
Начались с начала декабря 2010 года, раньше чем в Тунисе, вызваны безработицей, плохим положением молодёжи в Алжире, нехваткой жилья. Важную роль здесь сыграло и резкое подорожание продовольствия, нанёсшее удар по бедным слоям населения. Усилились под влиянием победы революции в Тунисе и приобрели заметный размах начиная с 1 января 2011 года.

## Хроника
- 1 января — Протесты против подорожания продовольствия на 30 % в столице, далее по регионам страны.
- 22 января — Демонстрация в Алжире, 42 пострадали, несколько человек арестовано[2].
- 3 февраля — президент Алжира А. Бутефлика сообщил о начале политических реформ в ближайшее время — снятие чрезвычайного положения (с 1992 года), доступ на радио партий, мирные демонстрации (кроме Алжира)[3]
- 12 января 2011 года на улицах столицы страны состоялась многотысячная акция протеста, около 400 человек были на короткое время задержаны полицией[4].
- 12 февраля демонстранты на площади в Алжире, несколько тысяч человек, столкновения с полицией.
- 24 февраля отменено чрезвычайное положение, действовавшее 19 лет[5].

### Самосожжения
Несколько случаев в городах Алжира.
- 14 января — Мохсен Бутерифф, Бухадра, провинция Тебесса (умер от ожогов)[6]. Четыре случая самосожжения (3 в провинции, 1 в столице)[7].

## Погибшие
- 8 января 2011 года — за четыре дня двое погибли[8].

Всего погибло 5 человек, ранено — более 800.